# 鈴木春次
鈴木 春次（すずき はるじ、生没年不詳）とは、江戸時代の浮世絵師。

## 来歴
鈴木春信の門人かといわれる。名を「春治」とも記す。作画期は明和から安永の頃にかけてで、春信風の錦絵を描く。「春次」落款のものは書体が行書であり、「春治」落款のものは楷書が多いが、春次の落款の作品に楷書のものも若干みられる。初めは春次と号し後に春治と改めたかという。代表作として柱絵の「団扇売り」があり、売られている団扇や遊女の持つ団扇には役者の似顔絵が描かれている。

## 作品
- 「団扇売り」　柱絵錦絵　中右瑛コレクション
- 「七夕」　小判錦絵
- 「縁先二美人」　小判錦絵
- 「庭を見る遊女と禿」　中判錦絵　東洋文庫所蔵　※以上「春次」落款
- 「お七吉三」　柱絵錦絵
- 「僧侶と若衆」　柱絵錦絵
- 「綿摘みに話しかける若衆」　柱絵錦絵　ボストン美術館所蔵　※以上「春治」落款